# Sayo Kitamura

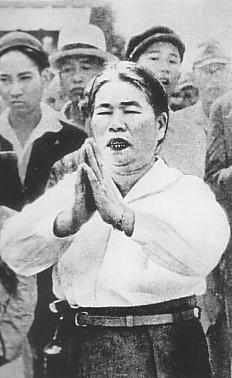
Sayo Kitamura

Sayo Kitamura, född den 1 januari 1900, död 1967, var en japansk religiös ledare.

## Biografi
Kitamura föddes i en bondefamilj i Kumagedistriktet av Yamaguchi prefektur, på ön Honshu. Hon blev 1920 ingift i Kitamuras hushåll, där hon fick ett krävande liv och en mycket strikt svärmor. Efter att ett av familjens uthus blev förstört 1942 av misstänkt mordbrand började hon utföra religiösa övningar under ledning av en shamanistisk utövare för att upptäcka den som var ansvarig för brottet.
Kitamura blev 1944 medveten om sin religiösa förmåga och hon fick 1945 en uppenbarelse av guden Tensho Kotai Jingūkuō.
Hennes karismatiska förkunnelse tog sig uttryck i rytmisk sång och dans.
Hon instiftade Odori no shukyo, dansreligionen, som är en av Japans många nya religionsbildningar. Befrielse nås genom en dans som sägs åskådliggöra ”jaglösheten”. År 1947 registrerades hennes sekt som Tensho Kotai Jingūkuö och fastställdes 1953 enligt lagen om religiösa församlingar.